# カーディナルサーガ
Cardinal Saga（カーディナル・サーガ、韓国名:Carpe Diem）は、Gnisoftが開発した3DMMORPGである(起動時にサムスン電子のロゴが出るが詳細は不明)。日本ではSeedCの運営するゲームポータルサイトLievoでサービスを提供している。基本料永久無料でアイテムによっては課金がある。2010年3月31日をもってサービス提供終了。

## 動作環境
- 対応OS:日本語版Windows XP
- CPU:Pentium III 500Mヘルツ以上(Pentium 4 1Gヘルツ以上推奨)
- メモリ:256MB以上(512MB以上推奨)
- ハードディスクの空き容量:360MB以上(500MB以上推奨)
- グラフィックボード:VRAM 32MB 以上 (128MB以上推奨)3Dアクセラレータ搭載 で DirectX 8.1 以上に対応した拡張ボードもしくは オンボード
- DirectX:DirectX 8.1 以上
- サウンドボード:DirectSound に対応した拡張ボードもしくはオンボード
- 接続回線:56kbpsモデム / ISDN / ADSL / CATV / FTTH(ADSL / CATV / FTTH推奨)

## あらすじ
舞台は、ティアンとフェアリーが共存するヘイドワールド。ここでは、かつて守護神・ジェニと邪神・ルードのヘイドワールドの覇権をかけた戦争が起きていた。結果、4大秘宝を使ったジェニが勝利を収め、ルードは地下世界に身を隠した。ジェニは、神々を守る為のフェアリーと世界の治安を守る為のティアンを生み出した。そして、世界は、平和がもたらされていた。ところが、今まで地下世界で力を取り戻しつつあったルードが、ヘイドワールドを脅かそうと、タールとネクターという中毒性の高い食物を作り、それを食べた者は快楽を得て、ルードを崇拝する様になった。これを知ったジェニは、ルードを倒すべく、フェアリー達に4大秘宝とセラフィムを探すことを命じたのだった。

## ゲーム設定
- キャラクターはティアン（人間）、フェアリー（妖精）、デイド（堕落した人間）から選べる。
- 舞台は、ヘイドワールド。
- ティアンとフェアリーはヤーンバレー城からディドはルードの祭壇から開始する。
- ティアン・フェアリーとディドは対立しているが、同じパーティーに入れる。
- ティアンは馬をフェアリーは熊をディドはハード（架空の生物）をペットにできる。
- フェアリーはティアンにポジション（合体）できる。
- 通貨単位はカエム（Caem）。

## 職業
種族毎に2種類の職業があり、レベル10になった時点でどちらかを選べる。
2次職になるには90レベルで、1000万カエム集める必要がある。
転職に必要なスキルを振り間違える初心者が多い。
3次職になるには250レベルになる必要がある。
転職時にクラウザー団長との戦闘がある。
- ティアンの職業

ナイト→（ロードナイト、ソードマスター）
ロードナイト→インペリアルナイト
ソードマスター→アスカロンナイト
アーチャー→（ファントムスナイパー、トレジャーハンター）
ファントムスナイパー→リーサルスナイパー
トレジャーハンター→トゥルーハンター
- フェアリーの職業

エリアーデン→※レプリカン→エレメンタルヴァルキリ
攻撃型の妖精
ロイエル→イリシス→ホーリーエンジェル
回復型の妖精
※公式サイトの騎士団HPにはレプリコンとあるが
正確にはレプリカン
- デイドの職業

ファイトウォーリア
ナイトウォーリア
ダークアサシン
ソウルハンター
サモナー
シャーマン

## 騎士団システム
このゲームではギルドの事を騎士団と呼ぶ。
他ＭＭＯと違い、騎士団に入るには一度
カーディナルサーガの公式ＨＰに飛び、騎士団ＨＰで
参加申請しなければいけない。
人数は20人まで。
騎士団長の変更や、団員に権限を与えるなどの細かい機能はない。

## 関連書籍
- 妖精の詩（うた） ISBN 4-87-031733-8